# Паулович, Константин Павлович
Константин Павлович Паулович (1781 — после 1860) — заслуженный профессор международного права в Харьковском университете. .

## Биография
По происхождению — серб, «из благородного звания». Родился в 1781 году в Венгрии.
Учился сначала в гимназии Сегединской и Будимской, потом в Пештском университете на разных факультетах: философском, физико-математическом, историческом и юридическом; там же получил в 1805 году диплом доктора свободных наук и философии. Затем, в академии Шарош-Патакской он снова слушал курс юридических наук и в 1806 году был назначен присяжным нотариусом. В том же году он был приглашён в Россию своим земляком, сербом А. И. Стойковичем, ректором Харьковского университета, и определён в 1807 году в Черкасск, в гимназию войска Донского учителем естественной истории, технических и коммерческих наук и латинского языка. В 1808 году он был переведён в Слободско-Украинскую гимназию преподавателем тех же предметов и в этой должности с августа 1809 г. по поручению начальства Харьковского университета читал римское право студентам университета, а с 1 мая 1810 года по 1 декабря 1811 года — и гражданским чиновникам.
В 1810 году он был избран адъюнктом университета по этико-политическому отделению для преподавания студентам римского права; в 1811—1815 годах состоял секретарём нравственно-политического отделения; в 1817 году стал экстраординарным профессором по кафедре международного права. В 1818 году представил для получения звания ординарного профессора три сочинения, на основании которых Совет факультета при активном возражении профессора Рейта не смог прийти к единому мнению и сочинения были отправлены попечителю учебного округа. Дело завершилось тем, что Паулович написал новое сочинение «Breve sintagma jurium cum veterum tum recentiorum populorum», которое доставило ему звание ординарного профессора, в котором он и находился до 1831 года, когда стал заслуженным профессором; с 1832 года — статский советник. В 1820 и 1825 годах избирался деканом юридического факультета; до 1822 года был инспектором своекоштных, а в 1822—1827 годах — инспектором казённокоштных студентов.
Быстро снискал расположение к себе попечителя учебного округа З. Я. Корнеева, как человек «чистейшей нравственности, с большими познаниями, ни мало не увлекаемого ни духом времени, ни новизнами, твердой и основательной учености». Попечитель В. И. Филатьев обращал внимание на его «усердие, непрерывное стремление к исполнению возложенных на него обязанностей, примерный образ мыслей и действий, кротость характера и уважение к властям и начальству» и при выходе в 1834 году Пауловича в отставку, ходатайствовал о назначении ему полной пенсии, денежной награды в 5000 рублей и чина действительного статского советника. Однако сохранившиеся отзывы его слушателей являют полную противоположность мнению начальства; его лекции считались мало полезными студентам: «это была какая-то ирония над университетским преподаванием, чуждая всем современным требованиям науки и вызывавшая только полнейшую апатию студентов» (С. Л. Геевский).
После профессорства был членом совета в Институте благородных девиц по хозяйственной части. В 1840 году пробыл в Англии пять месяцев, оставив «Замечания о Лондоне». В возрасте 70 лет продолжал путешествовать за границей. Умер в 1860-х годах в Харькове.
Из трудов К. П. Пауловича известны: «О состязательных истинах уголовных законов» (1816); «Конспект римского правоведения» (Харьков, 1828); «Конспект, или краткое обозрение дипломатики вообще» (Харьков, 1829); «Замечания о Лондоне и об Италии. Три отрывка из путешествия по Европе, части Азии и Африки. В 3-х частях» (Харьков, 1846); «Замечания об Италии, преимущественно о Риме. Отрывка два из путешествия по Европе, части Азии и Африки» (Харьков, 1856), «Замечания об Италии и об островах Сицилии и Мальте, преимущественно же о Неаполе и окрестностях его» (Харьков, 1861).